# کارمن (شرکت)
کارمن (انگلیسی: Karmann) با نام کامل تر ویلیهام کارمن گ‌ام‌ب‌ها   (انگلیسی: Wilhelm Karmann GmbH) یک شرکت تولید وسایل موتوری است که در آلمان قرار دارد. این شرکت در سال ۱۳۸۸ ورشکسته شد. این شرکت در طول عمرش خودروهای برندهای مطرح همچون پورشه و کرایسلر را مونتاژ می‌کرد.

## نگارخانه

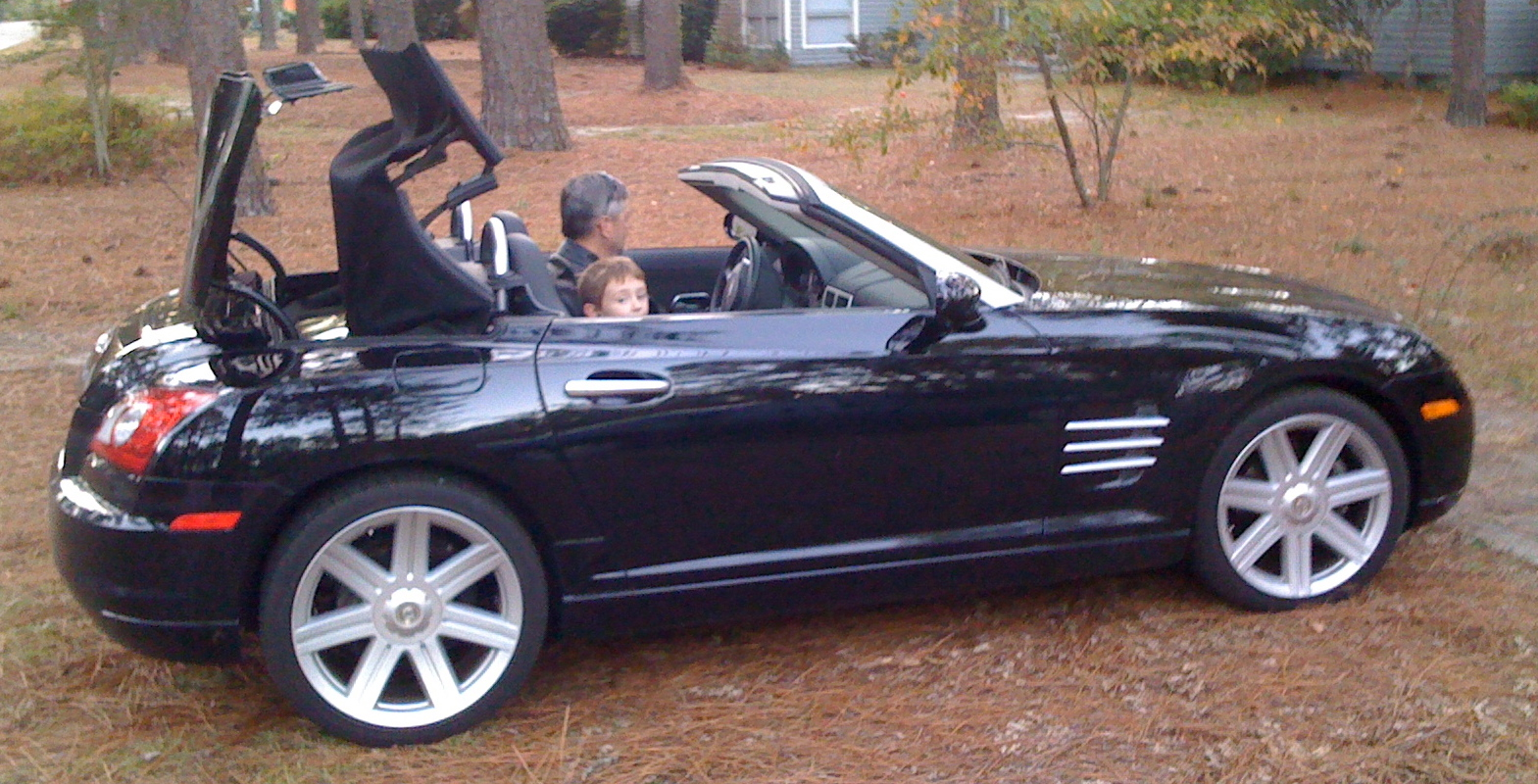
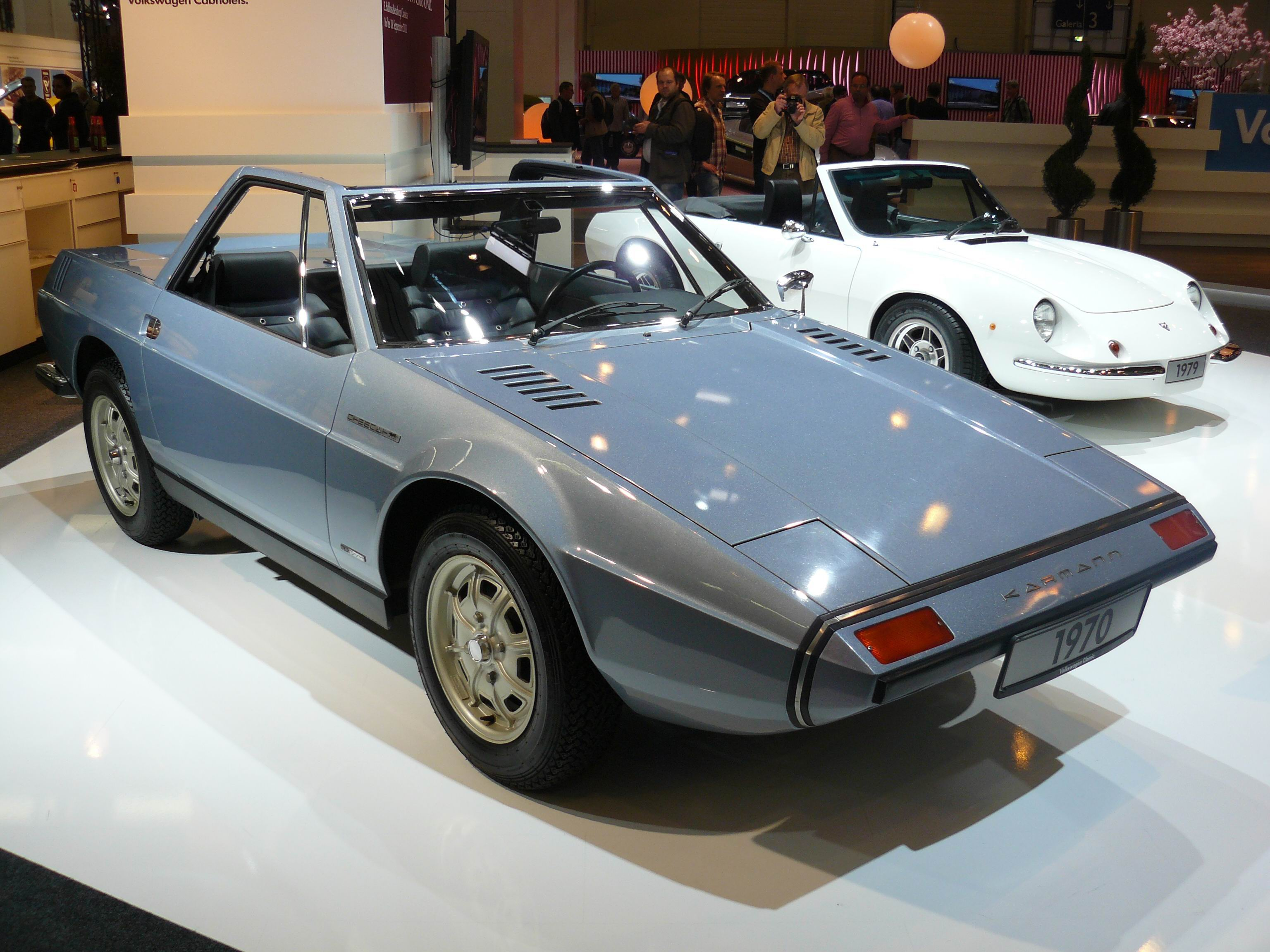
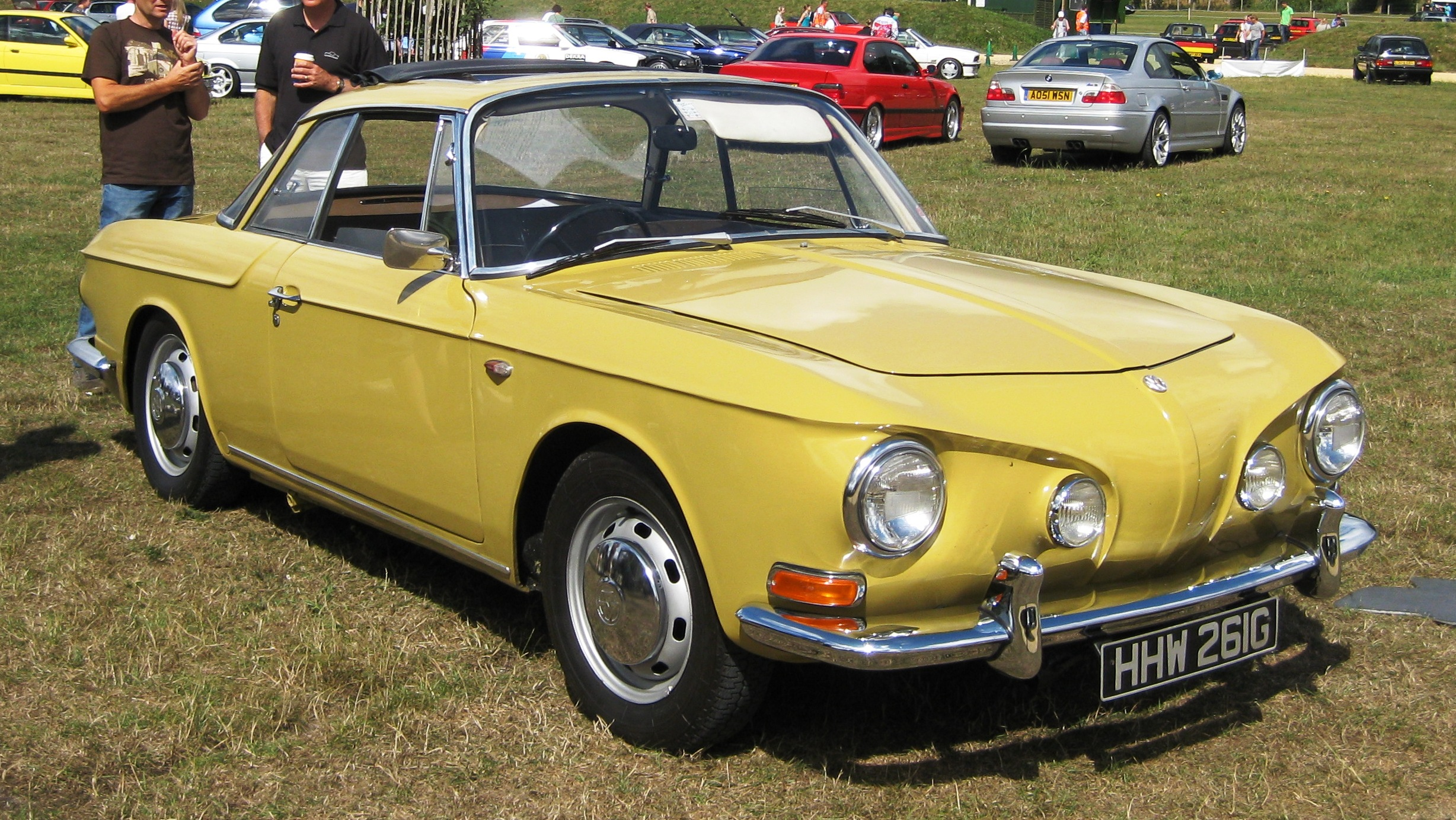
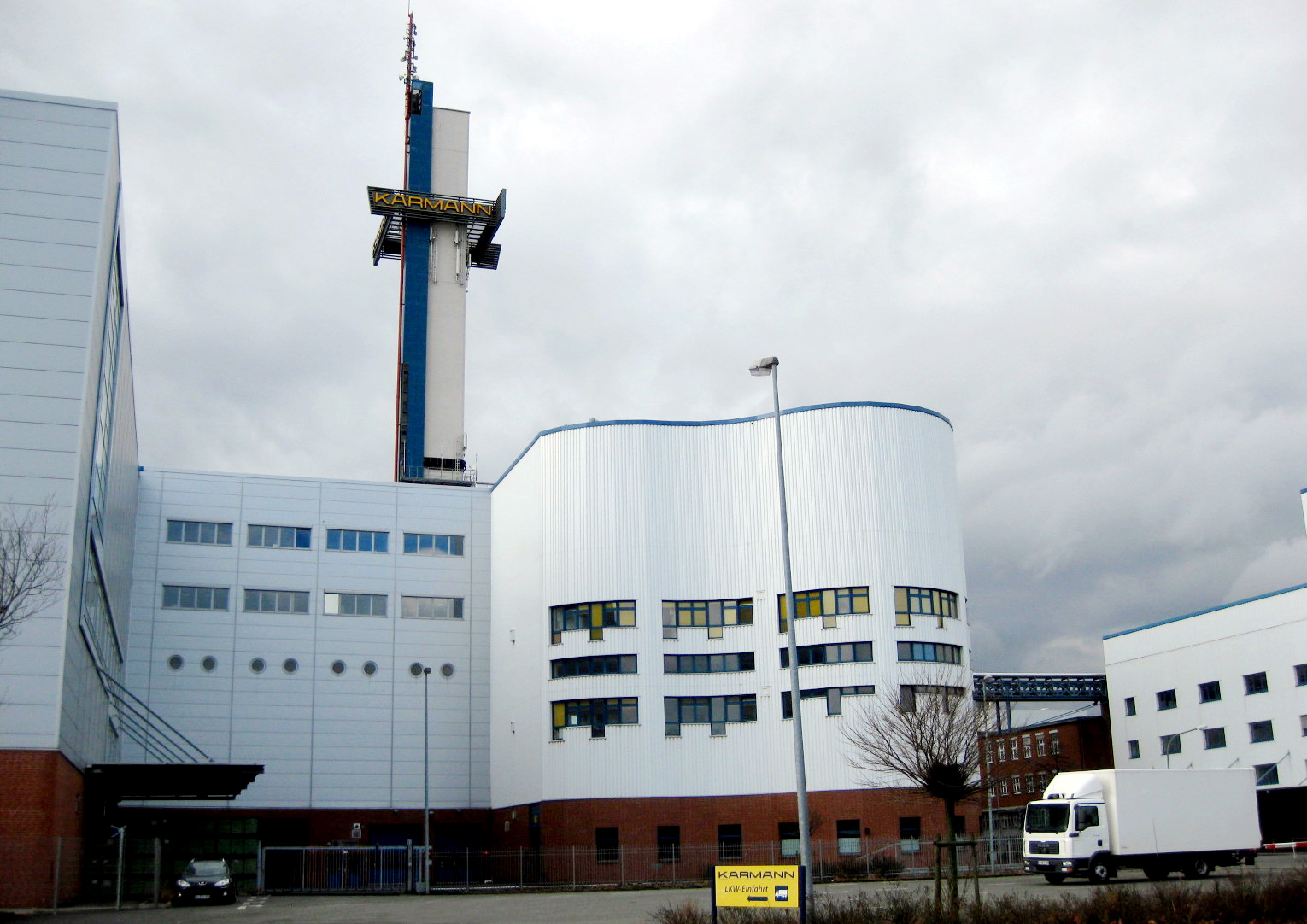